# فؤاد جاد الله
الدكتور محمد فؤاد عبد الحكيم أحمد جاد الله مواليد 15 يناير 1970 بمدينة البرلس بمحافظة كفر الشيخ. ترتيبه الثالث بين أخواته يكبره بنتان إحداهما هي الدكتورة أماني فؤاد ويصغره أخت ثم أخ، أيضاً بمجلس الدولة، حاصل على دكتوراه في حقوق الإنسان من جامعة القاهرة عام 2010، عضو مؤسسة الرئاسة، عيّنه رئيس جمهورية مصر العربية محمد مرسي مستشارًا للشئون الدستورية والقانونية. برز كأول مستشار بهيئة قضائية ومؤسسة حكومية يشارك في ثورة 25 يناير وذلك في أول أيام اندلاعها، وهو عضو مجلس أمناء الثورة، وبسبب ذلك أحاله رئيس مجلس الدولة المصري آنذاك للتحقيق أثناء فترة ما قبل تنحي الرئيس مبارك، ثم ألغي ذاك القرار بعد نجاح الثورة.

## استقالته
تقدم المستشار محمد فؤاد جاد الله، للرئاسة المصرية يوم الثلاثاء 23 أبريل 2013 باستقالته من منصب المستشار القانوني لرئيس الجمهورية، لسبعة أسباب وقال المستشار إيهاب فهمي، المتحدث باسم رئاسة الجمهورية، الأربعاء، إن الرئاسة تلقت، الثلاثاء، طلبًا من محمد فؤاد جاد الله، المستشار القانوني للرئيس محمد مرسي، بإنهاء انتدابه للعمل بالرئاسة وقد قُبل الطلب. جاء من بين الأسباب السبعة لاستقالة جاد الله ما وصفه بعدم وجود رؤية واضحة لإدارة الدولة والإصرار على الإبقاء على حكومة هشام قنديل، ومحاولة اغتيال السلطة القضائية واحتكار تيار واحد للسلطة، وكذلك فتح الباب للسياحة الإيرانية بمصر، وما ينتج عنه من نشر التشيع.
أعلن لاحقًا عن اعتزامه المشاركة في مظاهرات 30 يونيو 2013 التي من المقرر أن تجري اعتراضًا على سياسات الرئيس محمد مرسي، وطالبه بإجراء استفتاء على استكمال مدته الرئاسية، لكنه قال أن الضغوط الخارجية ستمنعه من فعل ذلك.